# Calyptrocalyx spicatus
Calyptrocalyx spicatus är en enhjärtbladig växtart som först beskrevs av Jean-Baptiste de Lamarck, och fick sitt nu gällande namn av Carl Ludwig von Blume. Calyptrocalyx spicatus ingår i släktet Calyptrocalyx och familjen Arecaceae.
Artens utbredningsområde är Moluckerna. Inga underarter finns listade i Catalogue of Life.